# 18 octobre 1949
Le mardi 18 octobre 1949 est le 291e jour de l'année 1949.

## Naissances
- Carlos Mata (mort le 22 juillet 2008), sculpteur espagnol
- Erwin Sellering, personnalité politique allemande
- Hec Clouthier, personnalité politique canadienne
- Moctar Moussa Mahamat, agronome et homme politique tchadien
- Richard Guidry (mort le 27 juillet 2008), universitaire américain
- Wanaro N'Godrella (mort le 26 mai 2016), joueur de tennis

## Décès
- Hugo Koller (né le 23 décembre 1867), industriel viennois
- Miguel Luis Amunátegui Reyes (né le 20 février 1862), historien, littérateur et homme politique chilien

## Événements
- Résolution 78 du Conseil de sécurité des Nations unies sur les armements, leurs réglementation et réduction
- Création del' Union sportive de la médina de Blida
- les dix premiers ministres provinciaux du Canada acceptent l'invitation de Louis St-Laurent d'assister à une conférence fédérale-provinciale en janvier prochain afin d'en venir à une entente sur des amendements à la Constitution